# Павлов, Николай Филиппович
Никола́й Фили́ппович Па́влов (7 [19] сентября 1803, село Пеньки, Елатомский уезд, Тамбовская губерния — 29 марта [10 апреля] 1864, Москва) — русский писатель

.

## Биография
Мать Николая Павлова, грузинка по происхождению, была вывезена из персидского похода 1796 года графом Валерианом Александровичем Зубовым и впоследствии попала к помещику Владимиру Михайловичу Грушецкому, наложницей которого вскоре стала. В его имении Тамбовской губернии (село Пеньки Елатомского уезда) и родился будущий писатель. Приписан был к семье дворового Грушецких Филиппа Павлова, от которого получил фамилию и отчество.
Получил хорошее первоначальное домашнее образование: обучался геометрии, иностранным языкам — французскому, немецкому, латинскому. После смерти В. М. Грушецкого вместе с сестрой Клеопатрой в 1811 году был отпущен на волю старшим сыном Грушецкого. Спустя некоторое время был зачислен своекоштным (на собственном обеспечении) воспитанником Московского театрального училища, с 1816 года — казеннокоштный (на государственном содержании) воспитанник. В это время он начал выступать и в качестве актёра, и в качестве литератора. Перевёл ряд пьес с французского, которые, хотя и не были опубликованы, ставились в Москве и в Петербурге, принимал участие в спектаклях, ставившихся в подмосковном имении Бодрино Ф. Ф. Кокошкина, который взял его под покровительство.
Окончив Театральное училище в 1821 году, он в течение нескольких месяцев состоял актёром в театральной труппе, дебютировав в балете. Однако обучение в училище не удовлетворяло его, и ещё с 1820 года он стал посещать лекции профессоров Московского университета. В феврале 1822 года под предлогом болезни он уволился из театра и в сентябре того же года поступил на отделение нравственных и политических наук Московского университета, по окончании которого в 1825 году (кандидатом права) поступил на службу в Московскую театральную дирекцию, где пробыл, однако, не долго. В 1827—1831 годах он служил заседателем 1-го департамента Московского надворного суда.
В 1837 году женился вторым браком на поэтессе и переводчице Каролине Яниш. Дом Павловых на Рождественском бульваре, — с его «вторниками», затем и с «четвергами», в 1840-х годах стал одним из главных центров московской культурной жизни.
«В 1853 г. Н. Ф. Павлов был арестован и выслан из Москвы по жалобе жены за растрату её имущества, к чему присоединялось подозрение в политической неблагонадёжности» (С.Т. Аксаков. История моего знакомства с Гоголем. М. Наука, 1960, с. 265, примечания).
Умер после долгой и тяжелой болезни. Был похоронен на Пятницком кладбище; могила не сохранилась.

## Литературная деятельность
Литературную деятельность начал в 1820-е годы переводами для театра, которые не были напечатаны. Дебютировал в печати басней «Блёстки» (1822). В 1820-е годы печатал стихи в альманахах и журналах «Мнемозина», «Московский вестник», «Московский телеграф», «Галатея». В 1829 году он был избран действительным членом Общества любителей российской словесности. В начале 1830-х сотрудничал в «Телескопе» и «Молве».
В 1831 году опубликовал первые в России переводы из Оноре де Бальзака. Перевёл в стихах французскую переделку трагедии Шиллера «Мария Стюарт» (Москва, 1825), прозой — «Венецианского купца» Шекспира («Отечественные записки», 1839).
Повести о судьбе крепостного музыканта («Именины»), трагедии бесправного солдата («Ятаган») и «Аукцион» составили книгу Павлова «Три повести» (1835), которая принесла ему известность и вызвала одобрительные отзывы А. С. Пушкина, П. Я. Чаадаева, В. Г. Белинского.
Сборник «Новые повести» («Маскарад», «Демон», «Миллион»; 1839) большого успеха не имел.
Написал несколько водевилей, несколько критических и публицистических статей, книгу «Об источниках и формах русского баснословия» (1859).
Напечатал несколько стихотворений и статей в «Русском вестнике» в 1856—1859, имевших резонанс. Издавал газету «Наше время» (1860—1863), затем «Русские ведомости» (1863—1864).
Два стихотворения Павлова легли в основу широко известных романсов М. И. Глинки: «Не называй её небесной» и «Не говори, что сердцу больно».

## Воспоминания современников
Павлов, по обыкновению важный, проезжал на извозчике. По случаю проходила студенческая демонстрация, ехать было почти невозможно. Какая-то старушка обратилась к Павлову с вопросом, кого хоронят? «Науку!» — отвечал Павлов величаво. «Царство ей небесное!» — умильно говорит старушка осеняя себя крёстным знамением.

## Издания произведений
- Павлов Н. Ф. Жизнь и деяния Вездесуева, со всеми достопамятными его происшествиями. Нравственно-сатирическая повесть. — Санкт-Петербург, 1835.
- Павлов Н. Ф. Тяжба двух косых, или не хвались, шедши в суд, а хвались, вышедши из суда. Нравственно-сатирическая повесть, заимствованная из предания XVIII ст. — Санкт-Петербург, 1836.
- Павлов Н. Ф. Три повести. — М., 1835.
- Павлов Н. Ф. Новые повести. — СПб, 1839.
- Павлов Н. Ф. Три повести. — Л., 1931.
- Павлов Н. Ф. Повести и стихи. — М., 1957.
- Павлов Н. Ф. Сочинения[3] / Сост., авт. послесл. и примеч. Л. М. Крупчанов. — М.: Сов. Россия, 1985. — 304 с.